# Марсианка Подкейн
«Марсианка Подкейн» (англ. Podkayne of Mars) — научно-фантастический роман Роберта Хайнлайна, впервые опубликованный по частям в журнале Worlds of If (ноябрь 1962 года, январь и март 1963). Отдельное издание романа вышло в 1963 году. Эта книга, наряду со «Звездным десантом», демонстрирует отход Хайнлайна от написания подростковых научно-фантастических романов, которые до этого он каждый год писал для издательства Scribner’s. Обе книги были написаны как подростковые воспитательные романы, однако вызвали серьёзные возражения со стороны издателя.

## Сюжет
Повествование идёт от первого лица в форме дневника главной героини романа, девочки-подростка с Марса по имени Подкейн Фрайз. Она и её младший брат-вундеркинд Кларк вместе со своим дядей Томом — ветераном борьбы за независимость Марса от Земли — путешествуют на роскошном туристическом космолёте с Марса на Венеру, планируя также побывать и на Земле. Но все трое на Венере попадают в ловушку, подстроенную в целях шантажа политическими авантюристами. Как оказалось, дядя Том использовал путешествие с племянниками лишь как маскировку для тайной дипломатической миссии, детям же из-за этого приходится самостоятельно решать проблему того, как остаться в живых.

## Два окончания
Одной из наиболее любопытных деталей романа является то, что Хайнлайну пришлось переписывать концовку, так как первоначальный вариант издательство Putnam отказалось публиковать. Автор писал его как роман для юношества, однако он уже серьёзно отличался от предыдущих книг для юношеской серии «Scribner’s». В оригинальной версии Подкейн погибает в конце и это служит толчком к изменению для социопата Кларка, он начинает понимать, что значит быть человеком. В издательстве решили, что это слишком мрачное окончание, поэтому Хайнлайн изменил его, оставив для Подкейн шанс выжить и выздороветь после ранения. В таком варианте роман и издавался долгое время, таким он известен и русскоязычным читателям. Лишь после смерти Хайнлайна, в 1993 году, благодаря Вирджинии Хайнлайн «Марсианка Подкейн» была издана с обеими концовками.